# Spermula
Pour plus de détails, voir Fiche technique et Distribution.
Spermula est un film français de science-fiction érotique réalisé par Charles Matton et sorti en 1976.

## Synopsis
Aux États-Unis, dans les années 1930, une secte composée de libertins riches et excentriques qui rejettent toute idée d'amour, considérait la création artistique comme une forme de mal et tentait de trouver dans la liberté sexuelle totale l'extase de l'être pur. À la suite d'une conférence qu'ils ont convoquée à New York en 1937, tous les membres de la secte ont disparu. D'aucuns ont supposé qu'il s'agissait d'extraterrestres infiltrés.
Des années plus tard, un journaliste les a retrouvés dans un endroit secret dans les forêts d'Amérique du Sud, mais on ne les entendit plus jamais. De la brume, un énorme vaisseau  flotte dans le ciel nocturne. À l'intérieur, Spermula et ses cohortes sont en train de retourner à la civilisation pour transmettre leur message de paix et de liberté à un monde devenu fou en « spermulant » les hommes, ce qui implique de leur retirer leur essence sexuelle qui provoque l'agression, l'ambition et la jalousie. Ils s'installent dans une maison de maître, dont les voisins comprennent le maire de la ville, son épouse malheureuse et maltraitée, son assistant et une veuve. Spermula et sa compagnie rassemblent les éléments de l'intrigue qui se termine par une orgie.
Les femmes sont corrompues par ce contact avec le monde extérieur et leur belle chef, Spermula, tombe amoureuse d’un jeune artiste et sacrifie son immortalité pour une nuit de passion avec lui.

## Fiche technique
Sauf indication contraire, les informations mentionnées dans cette section peuvent être confirmées par la base de données cinématographiques IMDb,  présente dans la section « Liens externes ».
- Titre : Spermula
- Titre de travail : L'Amour est un fleuve en Russie
- Réalisation : Charles Matton
- Scénario : Charles Matton
- Musique : José Bartel
- Photographie : Jean-Jacques Flori
- Montage : Isabelle Rathery et Sarah Taouss-Matton
- Costumes : Alberte Barsacq
- Décors : Sarah Taouss-Matton
- Production : Bernard Lenteric
- Sociétés de production : 5 Continents, Film and Co.
- Société de distribution : Film & Company
- Pays de production :  France
- Langue originale : français
- Format : couleur (Eastmancolor) - 1,66:1 - 35 mm - mono
- Durée : 103 minutes
- Dates de sortie :
  - France : 7 juillet 1976
  - Québec : décembre 1976
- Classification :
  - France : interdit aux moins de 16 ans
  - Québec : interdit aux moins de 18 ans

## Distribution
Sauf indication contraire, les informations mentionnées dans cette section peuvent être confirmées par la base de données cinématographiques IMDb,  présente dans la section « Liens externes ».
- Dayle Haddon : Spermula
- Udo Kier : Werner
- François Dunoyer : Tristan
- Jocelyne Boisseau : Cascade
- Ginette Leclerc : Gromana
- Isabelle Mercanton : Blanche
- Georges Géret : Grop
- Radiah Frye : Ruth
- Angela McDonald[1] : Gilda
- Suzannah Djian : Diamant
- Myriam Mézières : Bonne
- Karin Petersen : Sala
- Valérie Bonnier : Liberte
- Sylvie Meyer : Sylvie
- Diana Chase : Diana
- Marie-France : Rita
- Vibeke Knudsen-Bergeron : Natacha
- Piéral : Ivan
- Benny Luke : Luc
- Hervé Half : Pierre
- Eva Ionesco : une petite fille (non créditée)